# Charles O’Connor (Ingenieur)

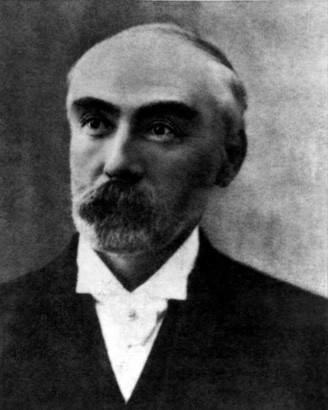
Charles O’Connor

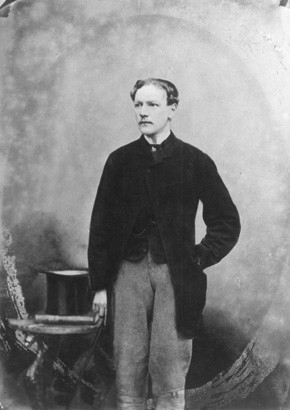
Charles O’Connor (1862)

Charles Yelverton O’Connor (* 11. Januar 1843 in Gravelmount, Castletown, County Meath in Irland; † 10. März 1902 am Robbs Jetty in Western Australia) war ein irischer Ingenieur, eine „legendäre Figur des frühen Ingenieurwesens in Australien“. Er ist in Australien für den Bau des Hafens von Fremantle und der Golden Pipeline bekannt, einer der längsten Frischwasserleitungen der Welt mit 530 Kilometern Länge.

## Biografie

### Frühes Leben
O’Connor wurde zuhause von seiner Tante unterrichtet, bevor er in die Waterford Endowed School (auch als Bishop Foy’s School bekannt) kam. 1859 wurde er von J. Chaloner Smith zum Eisenbahningenieur ausgebildet. Im Alter von 21 Jahren immigrierte er nach Neuseeland, wo er am 6. September zum Eisenbahningenieur in der Canterbury-Provinz ernannt wurde. Im Jahre 1873 heiratete er die in Schottland geborene Susan Letitia Ness, mit der er sieben gemeinsame Kinder hatte, vier Mädchen und drei Jungen.

### Karriere
Nachdem er mehrere Positionen bekleidet hatte, wurde O’Connor Inspektions-Ingenieur auf der Mittel-Südinsel in Neuseeland und 1883 zum Untersekretär der neuseeländischen Public Works sowie im Jahre 1890 zum Marine-Ingenieur dieser Kolonie ernannt.
Um 1891 plante O’Connor den Bau von Hafen- und Dock-Anlagen, als er im April dieses Jahres Chefingenieur von Western Australia wurde und den Auftrag zum Bau des Fremantle-Hafens und der Golden Pipeline, die Trinkwasser in die Eastern Goldfields nach Kalgoorlie liefern sollte, erhielt.

### Hafen von Fremantle

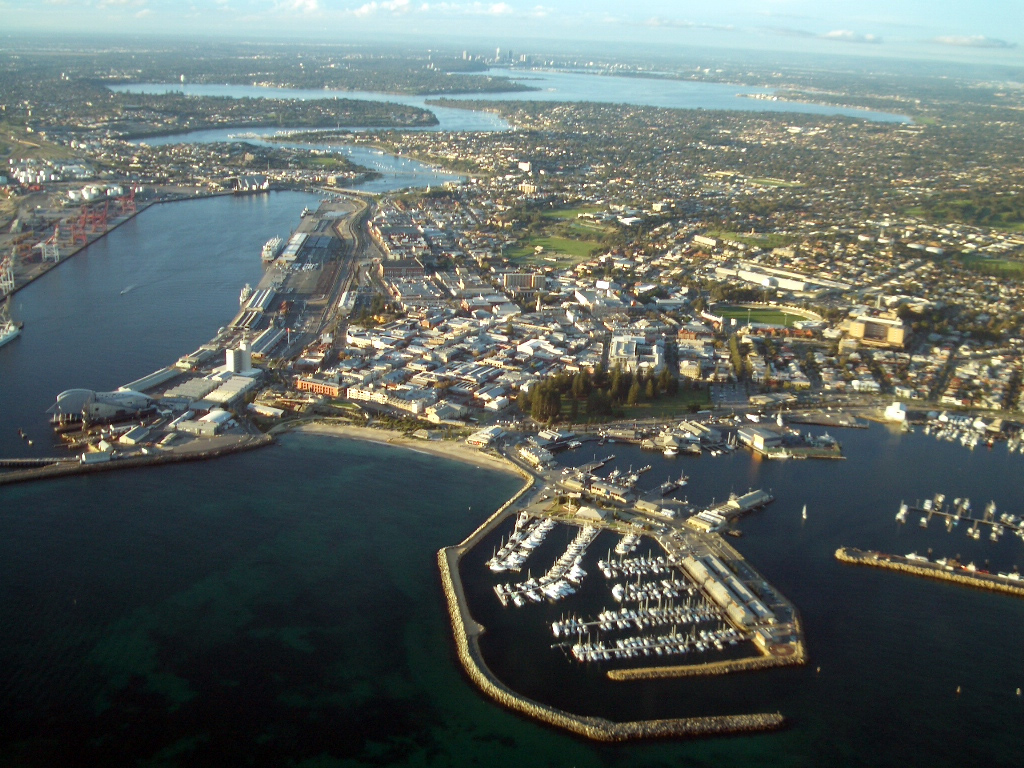
Luftaufnahme des Hafens Fremantle

Der Bau des Fremantle-Hafens war möglicherweise der größte Erfolg von O’Connor. Sein Vorhaben, diesen Hafen am Swan River zu bauen, war nach Expertenmeinung nicht optimal, weil es eine permanente Ausbaggerung der Fahrrinne erfordern würde. Die Arbeiten begannen 1892 und nach Entfernung der Sandstein-Barriere und der Untiefen aus Sand in der Mündung des Swan River wurden sie 1903 erfolgreich beendet.
Am 4. Mai 1897 legte das erste Übersee-Passagierschiff, die Sultan, am Queen-Victoria-Kai an, der nach der Queen Victoria benannt war die im selben Jahr ihr diamantenes Jubiläum feierte. Im Alter von 54 Jahren reiste O’Connor nach London und wurde mit dem Order of St. Michael and St. George als Companion geehrt.

### Golden Pipeline

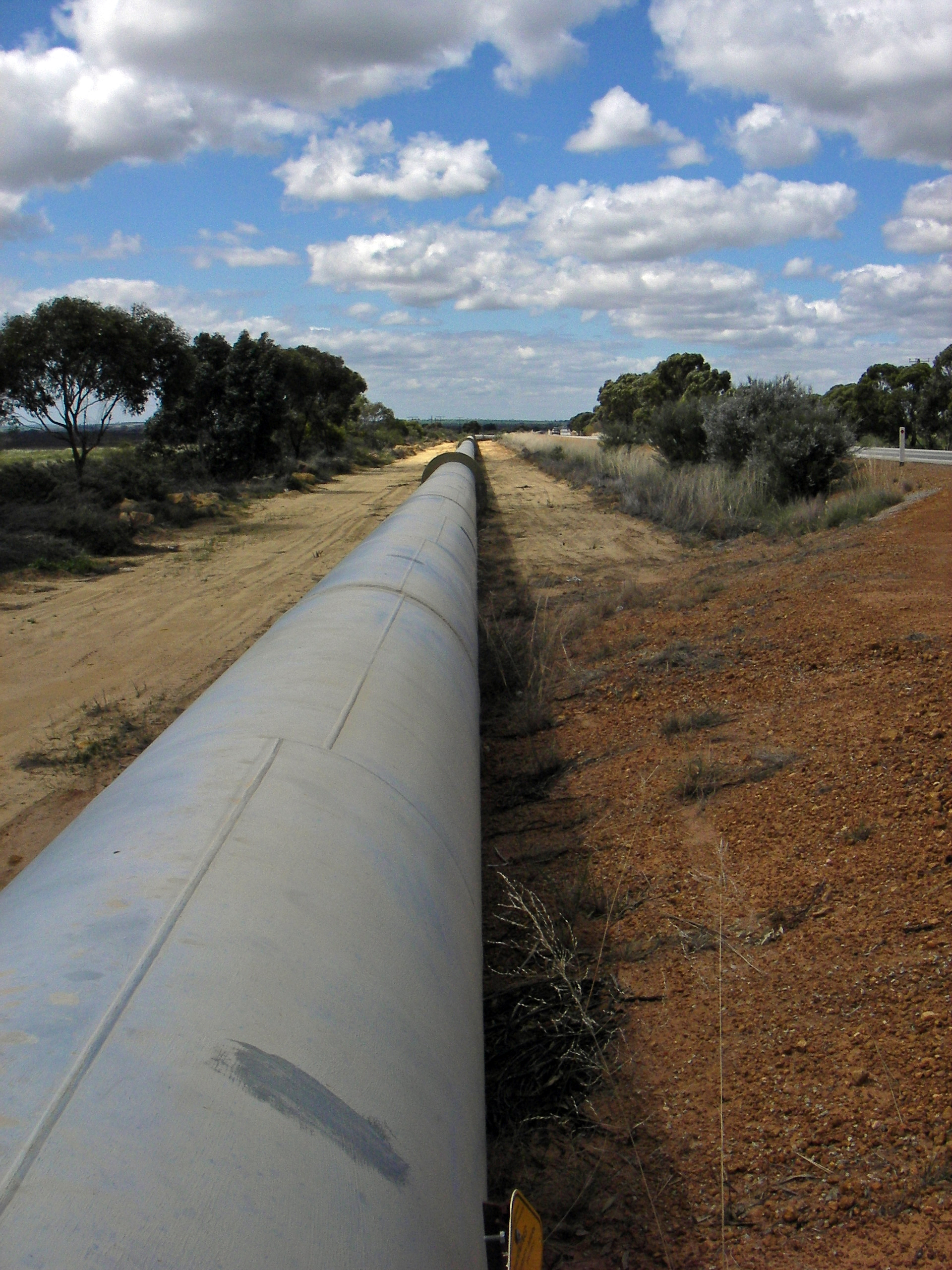
Goldfields Pipeline entlang des Great Eastern Highway

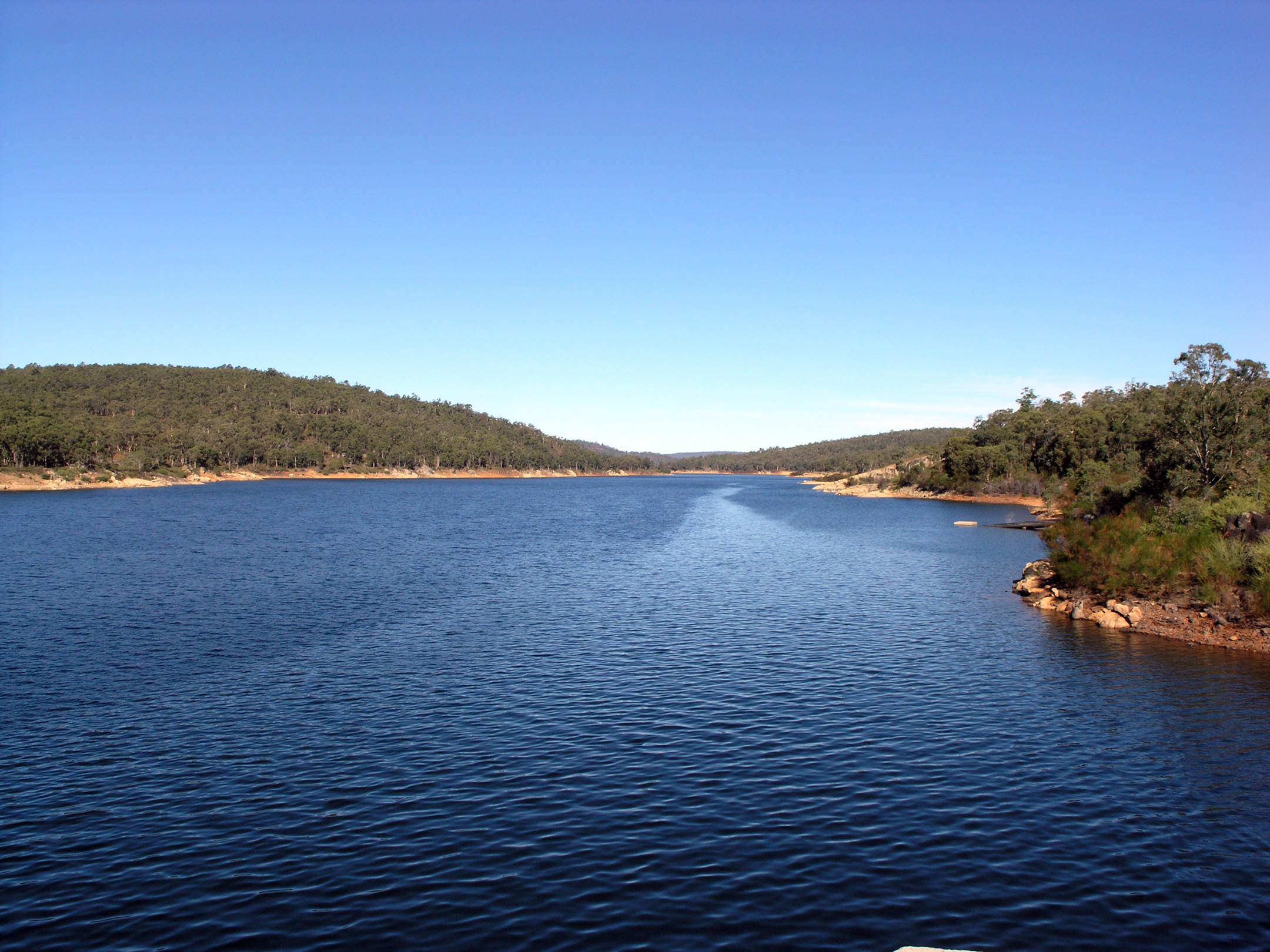
Lake O’Connor, Mundaring Staustufe, Western Australia

O’Connors bekannteste Arbeit ist das Goldfields Water Supply Scheme, die auch als Golden Pipeline genannt wird. Diese Pipeline ist möglicherweise die weltlängste Wasserversorgung mit einer Länge von 530 Kilometern von Perth nach Kalgoorlie-Boulder.
Ein Goldrausch in der Yilgarn-Region nahe Southern Cross 1887, einer bei Coolgardie im Jahre 1892 und ein weiterer im Jahre 1893 bei Kalgoorlie verursachten eine Bevölkerungsexplosion in der bevölkerungsleeren und trockenen Wüste, wie schon zuvor in den Städten von Cunderdin und Merredin.
Am 16. Juli 1896 schlug John Forrest dem westaustralischen Parlament vor, ihn zu autorisieren für 2,5 Millionen Pfund eine Pipeline zu bauen, die 23.000 m³ Wasser täglich in die Goldfelder vom Staudamm am Helena River nahe Mundaring bei Perth über acht Pumpstationen 530 km weit in einer 760 mm Durchmesser umfassenden Röhren bis ins Mount Charlotte Reservoir in Kalgoorlie pumpt. Das Wasser würde anschließend netzartig in verschiedene Goldgräberzentren verteilt werden.
O’Connor unterlag anhaltender Kritik durch die Presse und vieler Mitglieder des westaustralischen Parlaments über dieses Vorhaben. Forrest, der ihn stets unterstützte, verließ die Politik von Western Australia und wurde bundesstaatlicher Verteidigungsminister. Er unterlag diffamierender Angriffe durch die Presse und dies verletzte ihn.
Evan beschreibt, wie politische Machenschaften und individuelle Gier sowie viele verleumderische Zeitschriftenartikel über das Projekt der Golden Pipeline und O’Connor an diesem nagten. Ein Artikel vom 9. Februar 1902 in der The Sunday Times, der O’Connor der Korruption beschuldigt, soll der Auslöser zu seinem Freitod sein:

And apart from any distinct charge of corruption this man has exhibited such gross blundering or something worse, in his management of great public works it is no exaggeration to say that he has robbed the taxpayer of this state of many millions of money ... This crocodile imposter has been backed up in all his reckless extravagant juggling with public funds, in all his nefarious machinations behind the scenes by the kindred-souled editor of the „The West Australian“. —(Evans 2001, S. 219)
Die Regierung leitete eine Untersuchung über dieses Projekt ein und fand keine Basis für Anschuldigungen hinsichtlich Korruption oder Missmanagement von O’Connor.

### Suizid
O’Connor starb durch Suizid, weniger als ein Jahr bevor Forrester offiziell die Golden Pipeline übergab. Er erschoss sich am 10. März 1902 selbst, als er mit seinem Pferd durch das Wasser am Südstrand von Fremantle ritt.

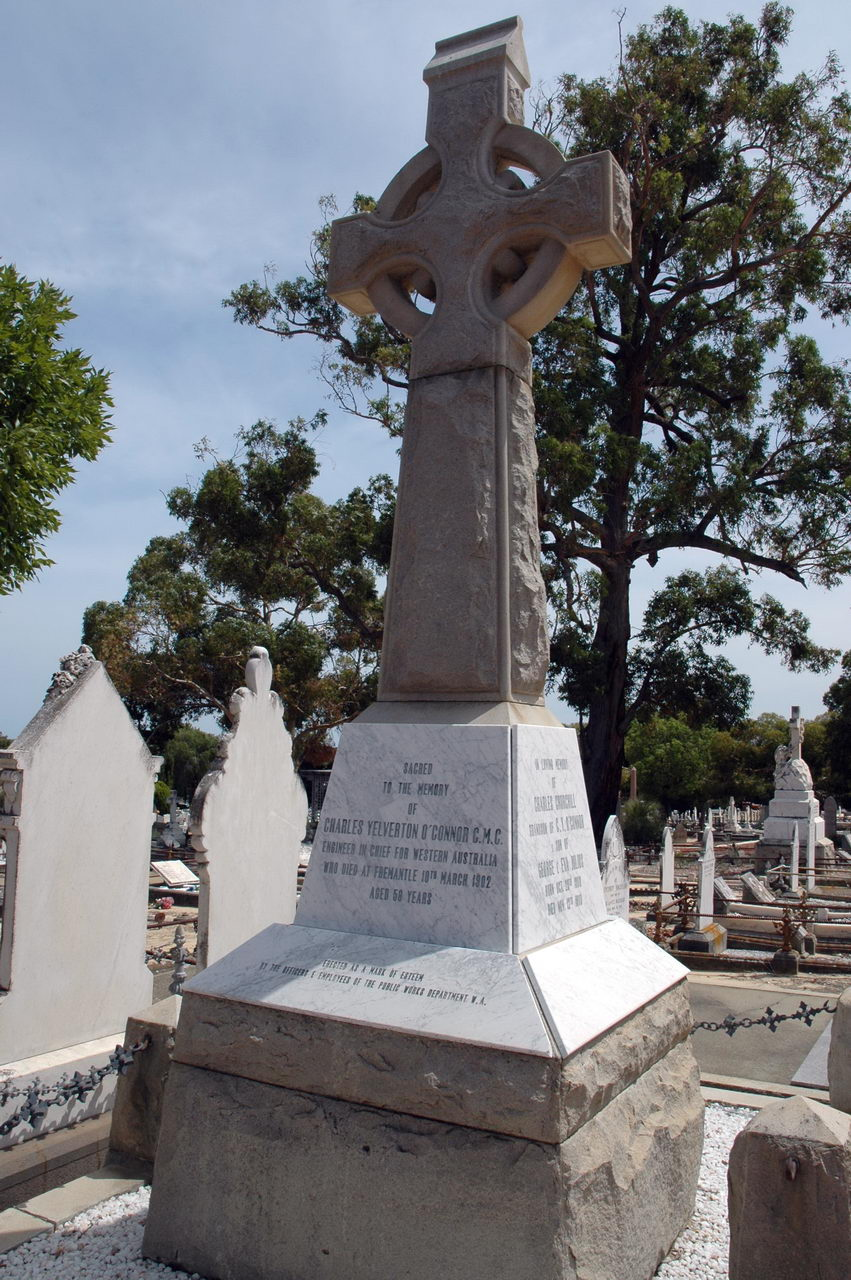
Grabmal von O’Connor auf dem Fremantle Cemetery.

## Gedenken

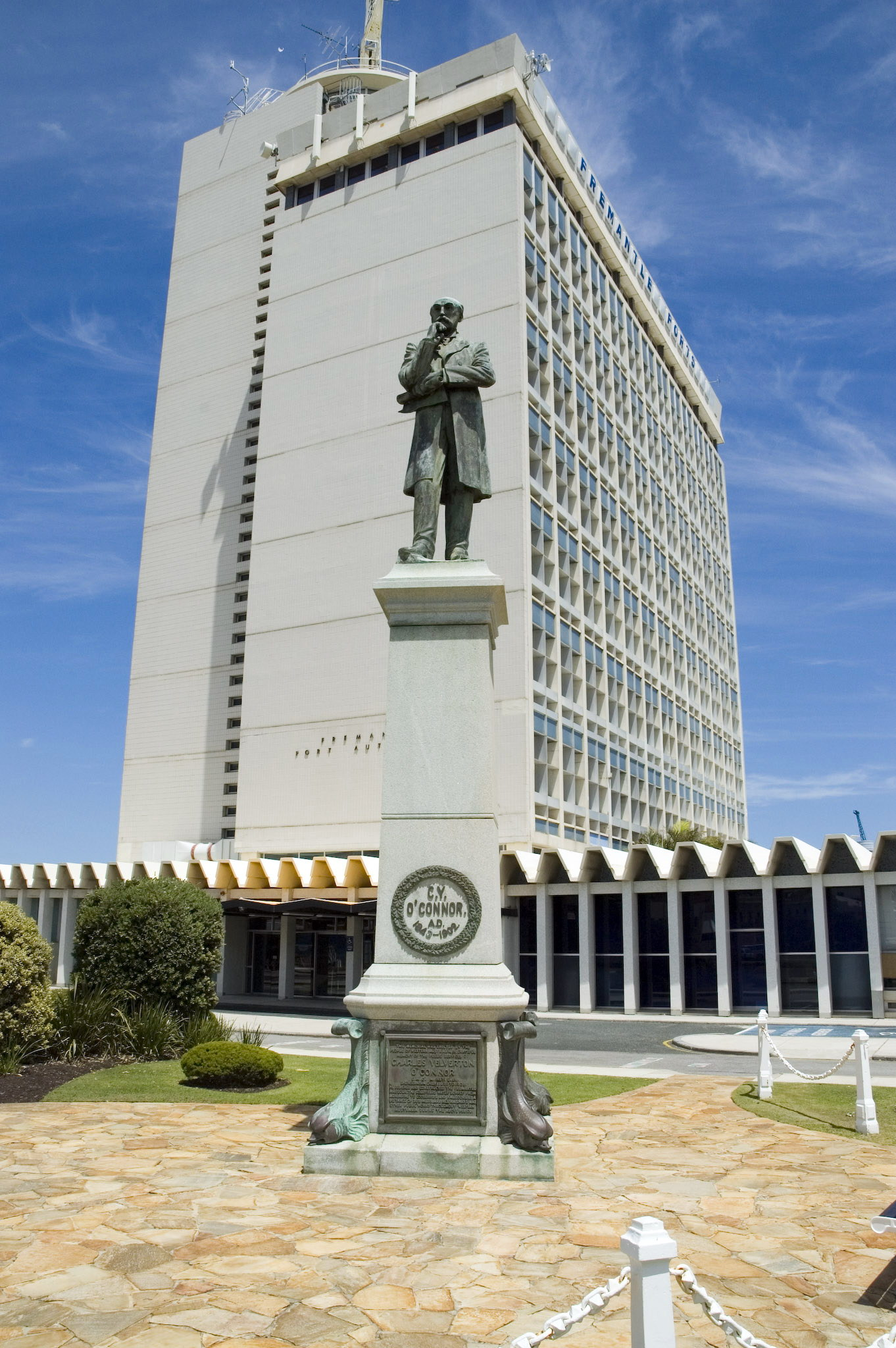
Statue von O’Connor im Hafen von Fremantle. Die Statue blickt in Richtung des Hafens.

- Der Strand, an dem O’Connor starb, wurde nach ihm benannt und dort wurde auch eine Statue, die Tony Jones schuf, im Wasser aufgestellt.
- Der See, der durch das Mundaring Weir entstand, ist als Lake C.Y.O’Connor bekannt und enthält Trinkwasser für die Städte entlang der Golden Pipeline nach Kalgoorlie-Boulder in Western Australia.
- Die Novelle The Drowner von Robert Drewe enthält Aspekte von O’Connor und vom Bau der Pipeline.
- Seine Tochter Eva heiratete Sir George Julius, der der erste Vorsitzende des Council for Scientific and Industrial Research (CSIR) war, das später in CSIRO umbenannt wurde.[11]
- Die C. Y. O’Connor College of TAFE in Western Australia trägt seinen Namen.
- Die Division of O’Connor, benannt nach O’Connor, ist eine australische Electoral Division des Bundesstaates von Western Australia. Sie umkreist das Gebiet von Perth und führt bis zum Indischen Ozean bis zur Southern Ocean-Küste. Die Division umfasst die Städte von Geraldton und Albany, große Teile der Midlands, Wheatbelt und Great Southern-Region von Western Australia.
- Eine bronzene Statue von O’Connor von Pietro Porcelli steht vor dem Bau der Fremantle Port Authority, die an seine Leistung erinnert.